# Zimbabwe ai XXII Giochi olimpici invernali
Lo Zimbabwe ha partecipato ai XXII Giochi olimpici invernali, che si sono svolti dal 7 al 23 febbraio a Soči in Russia, con  una delegazione composta da un solo atleta.
Dopo nove presenze ai Giochi olimpici estivi, lo Zimbabwe ha partecipato per la prima volta ai Giochi olimpici invernali. Non sono state vinte medaglie.

## Risultati

### Sci alpino
| Gara            | Atleta     | Manche 1 | Manche 1  | Manche 2 | Manche 2  | Totale  | Totale    |
| Gara            | Atleta     | Tempo    | Posizione | Tempo    | Posizione | Tempo   | Posizione |
| --------------- | ---------- | -------- | --------- | -------- | --------- | ------- | --------- |
| Slalom gigante  | Luke Steyn | 1'32"20  | 61        | 1'34"35  | 59        | 3'06"55 | 57        |
| Slalom speciale | Luke Steyn | DNF      | DNF       | DNF      | DNF       | DNF     | DNF       |